# Eberhard Wassermann
Eberhard Friedrich Wassermann (* 8. Juli 1937 in Frankfurt am Main; † 31. Januar 2020) war ein deutscher Physiker und Wissenschaftsjournalist.

## Leben
Wassermann studierte ab 1957 Physik an der Universität Göttingen mit dem Diplom 1963 und der Promotion bei Rudolf Hilsch 1965. Als Post-Doktorand war er an der Northwestern University und ab 1967 wissenschaftlicher Assistent an der RWTH Aachen bei Wilhelm Sander, an der er sich 1970 habilitierte und C3-Professor für Experimentalphysik wurde. Er war von 1976 bis zur Emeritierung 2002 Professor für Tieftemperaturphysik an der Universität Duisburg-Essen. Er befasst sich vor allem mit magnetischen Materialien und Magnetismus und war 2000 bis 2006 Vorsitzender des Fachverbandes Magnetismus der DPG und 2000 bis 2008 Vorsitzender der Arbeitsgemeinschaft Magnetismus der DPG.
Er war mehrfach Gastwissenschaftler an der McGill University, der University of California, San Diego, der Universität Orsay und dem Zentrum für kondensierte Materie und tiefe Temperaturen (CRTBT) in Grenoble, war 1987 Fellow der Japan Society for the Promotion of Science und 1988 bis 2002 mehrfach Gastwissenschaftler an den Universitäten von Hokkaido und Osaka.

## Wirken
Auf dem Gebiet des Magnetismus befasste er sich mit dem Zusammenhang von Struktur und Magnetismus dreidimensionaler Legierungen, magnetischem Formgedächtnis von Legierungen, magnetischen Nanopartikeln, martensitischen Phasenübergängen und nanostrukturierten uniaxialen magnetischen Datenspeichern.
Mit Axel Carl organisierte er seit 2001 das Wissenschaftsfestival Highlights der Physik vom Bundesministerium für Forschung und Technologie in Zusammenarbeit mit der Deutschen Physikalischen Gesellschaft. Es wurde in Anlehnung an die Veranstaltungen im Jahr der Physik 2000 ins Leben gerufen und fand jährlich jeweils in einer anderen Stadt statt (mit freiem Eintritt).
2007 wurde er zusammen mit Axel Carl mit der Medaille für naturwissenschaftliche Publizistik der Deutschen Physikalischen Gesellschaft (DPG) ausgezeichnet. 2010 folgte die goldene Ehrennadel der DPG.